# Червара-ді-Рома
Червара-ді-Рома (італ. Cervara di Roma) — муніципалітет в Італії, у регіоні Лаціо,  метрополійне місто Рим-Столиця.
Червара-ді-Рома розташована на відстані близько 50 км на схід від Рима.
Населення — 471 особа (2014).

## Демографія
Населення за роками:

Станом на 1 січня 2023 року в муніципалітеті офіційно проживало 48 іноземців з 8 країн, серед них 32 громадяни країн Євросоюзу та 6 громадян України.

## Сусідні муніципалітети
- Агоста
- Арсолі
- Камерата-Нуова
- Марано-Екуо
- Рокка-ді-Ботте
- Суб'яко